# Amt Lank
Das Amt Lank war bis 1969 ein Amt im Kreis Kempen-Krefeld am linken Niederrhein im Regierungsbezirk Düsseldorf. Bis 1927 bildete es die Bürgermeisterei Lank im Landkreis Krefeld.

## Verwaltungsgeschichte
Das Gebiet des späteren Amtes Lank gehörte vor der Franzosenzeit zum kurkölnischen Amt Linn. Von 1798 bis 1814 stand der linke Niederrhein unter französischer Herrschaft. Während dieser Zeit wurden nach französischem Vorbild die Mairien Langst, Lank und Strümp gebildet, die zum Kanton Uerdingen im Arrondissement Krefeld des Rur-Departements gehörten. Nachdem 1814 das gesamte Rheinland auf dem Wiener Kongress dem Königreich Preußen zugeschlagen wurde, kam der Kanton Uerdingen 1816 im Zuge der Preußischen Verwaltungsorganisation zum neuen Kreis Krefeld. Aus den drei Mairien wurden drei preußische Bürgermeistereien:
- Die Bürgermeisterei Langst mit den Orten Gellep, Stratum, Kierst und Langst
- Die Bürgermeisterei Lank mit den Orten Lank, Latum und Ilverich
- Die Bürgermeisterei Strümp mit den Orten Ossum, Bösinghoven und Strümp.[2]

Die Bürgermeistereien Langst und Strümp wurden 1842 in die Bürgermeisterei Lank eingegliedert. Durch die Gemeindeordnung für die Rheinprovinz erhielten 1845 alle Orte, die einen eigenen Haushalt führten, den Status einer Gemeinde. In der vereinigten Bürgermeisterei Lank bestanden zunächst acht Gemeinden:
- Gellep-Stratum
- Ilverich
- Langst-Kierst
- Lank
- Latum
- Nierst
- Ossum-Bösinghoven
- Strümp

Die beiden Gemeinden Lank und Latum wurden am 1. April 1910 zur Gemeinde Lank-Latum zusammengeschlossen. Seit 1927 wurde die Bürgermeistereien in der Rheinprovinz als Amt bezeichnet. Bei der Auflösung des Landkreises Krefeld im Jahre 1929 schied Gellep-Stratum aus dem Amt Lank aus und wurde in die kreisfreie Stadt Krefeld-Uerdingen eingemeindet. Das Amt Lank gehörte seitdem zum Kreis Kempen-Krefeld.
Durch das Gesetz zur Neugliederung des Kreises Kempen-Krefeld und der kreisfreien Stadt Viersen wurde das Amt Lank zum 1. Januar 1970 aufgelöst. Alle Gemeinden des Amtes gingen zusammen mit Osterath und Büderich in der neuen Stadt Meerbusch auf, die heute zum Rhein-Kreis Neuss gehört.

## Einwohnerentwicklung
| Jahr | Bm. Lank             | Bm. Langst | Bm. Strümp | Quelle |
| ---- | -------------------- | ---------- | ---------- | ------ |
| 1816 | 1394                 | 1019       | 716        | [ 2 ]  |
| 1832 | 1737                 | 1121       | 859        | [ 2 ]  |
|      | Bürgermeisterei Lank |            |            |        |
| 1871 | 3921                 | 3921       | 3921       | [ 6 ]  |
| 1885 | 4088                 | 4088       | 4088       | [ 8 ]  |
| 1910 | 5520                 | 5520       | 5520       | [ 7 ]  |
|      | Amt Lank             |            |            |        |
| 1933 | 5355                 | 5355       | 5355       | [ 9 ]  |
| 1939 | 5624                 | 5624       | 5624       | [ 9 ]  |
| 1950 | 7288                 | 7288       | 7288       | [ 10 ] |
| 1961 | 9727                 | 9727       | 9727       | [ 11 ] |

## Wappen
Seit dem 30. August 1952 führte das Amt Lank bis zu dessen Auflösung 1970 folgendes Wappen:
Das Wappen zeigt unter einem silbernen Schildhaupt, darin ein durchgehendes schwarzes Kreuz, in goldenem Feld die Figur des heiligen Stephanus mit goldenem Heiligenschein und roter goldverzierter Dalmatika, in der Rechten einen grünen Palmwedel, in der Linken einen schwarzen Stein haltend. Der Heilige wird begleitet rechts von drei zwei zu eins gestellten silbernen Spargelbündeln und links von drei zwei zu eins gestellten roten Erdbeeren mit grünen Stielen.
Das schwarze Kreuz deutet auf die historische Zugehörigkeit des Amtsgebietes zum Kurfürstentum Köln hin. Der heilige Stephanus stellt den Patron der Pfarrkirche in Lank dar. Spargel und Erdbeeren gehören zu den Haupterzeugnissen der hiesigen Landwirtschaft; deren Sechszahl zielt auf die Anzahl der amtsangehörigen Gemeinden hin.